# Јефрем Печерски
Јефрем Печерски је био епископ Перејаслава (Украјина) у 11. веку. Иако добростојећи, напустио је све световне послове отишавши у монаштво. Установио је празновање преноса моштију Светог Николаја у Бари 9. маја.
Српска православна црква слави га 28. јануара по црквеном, а 10. фебруара по грегоријанском календару.